# Cláudio Diaz
Claudio Castanheira Diaz (3 de outubro de 1953) é um político, médico, veterinário e leiloeiro rural e pecuarista brasileiro com base eleitoral no Rio Grande do Sul. Leiloeiro rural desde 24 de Junho de 1974. Atualmente filiado ao Partido Progressista, foi deputado federal pelo Rio Grande do Sul entre 2008 a 2011.

## Biografia
Nasceu em 3 de outubro de 1953 em Rio Grande, é filho de Luiz Alberto Diaz e Ledy Castanheira Diaz,  é pai de Daniela, Carolina, Marta, Leonardo e Luiza Diaz.
Foi integrante do MDB Jovem e vice-presidente do diretório municipal do PMDB até 1988, quando se filiou ao PSDB,sendo seu fundador, presidente municipal, estadual e vice nacional.
 em 2000 foi o vereador mais votado em Rio Grande, concorreu em 2002 novamente a deputado federal, ficando como primeiro suplente de Yeda Crusius com 21.298 votos, assumindo a câmara federal nos últimos três meses da legislatura, uma vez que a deputada Yeda se elegeu governadora do Rio Grande do Sul foi reeleito vereador em 2004, em 2006 ficou como 1º suplente de deputado federal com 50.131 votos, assumindo o mandato nos primeiros dias na vaga do deputado Nelson Proença, logo após assumiu a titularidade na vaga do falecido deputado Julio Redecker em 2010 concorreu novamente a câmara federal, ficou suplente da coligação PSDB, PP, PRB e outros partidos com cerca de 80 mil votos.
Em maio de 2013 desfiliou-se do PSDB, filiando-se ao Partido Progressista (PP).